# Tiny House Movement

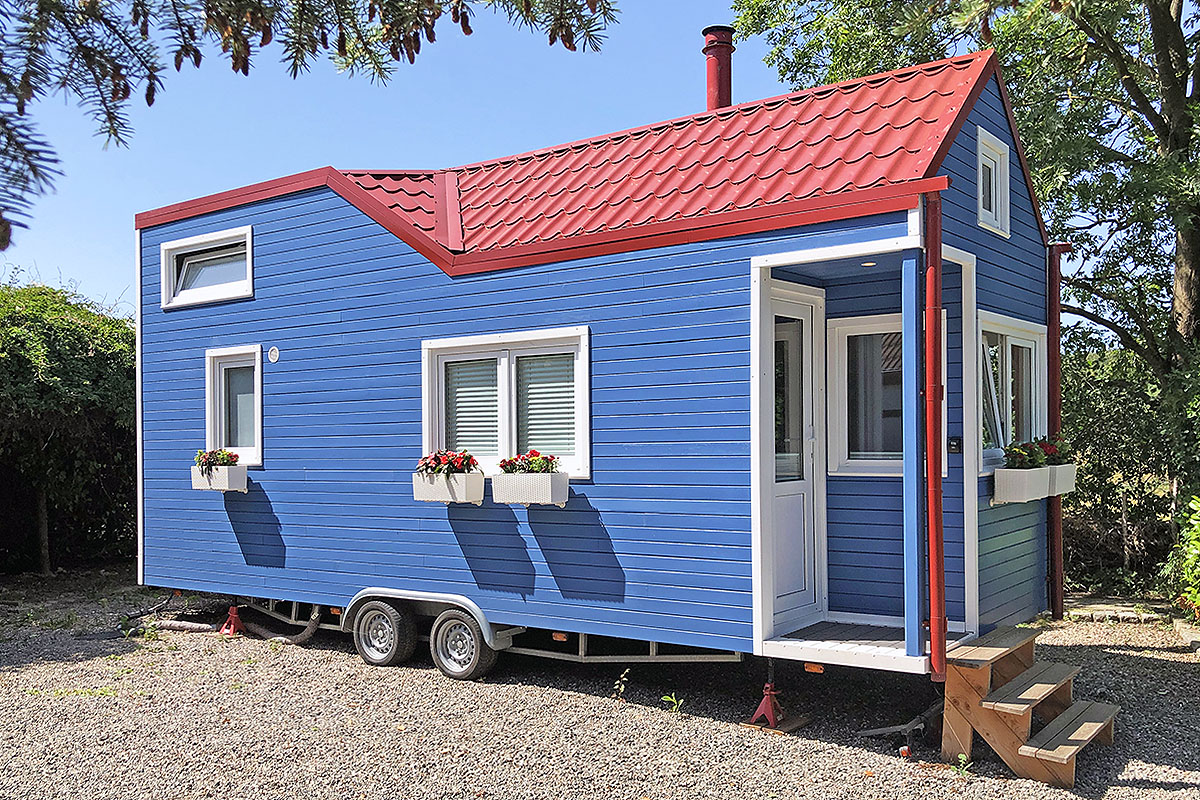
Baugenehmigungsfähiges und straßenzugelassenes Tiny House nach deutschem Recht

Das Tiny House Movement (auch Small House Movement genannt, englisch Bewegung für winzige Häuser) ist eine gesellschaftliche Bewegung mit Ursprung in den USA, die das Leben in kleinen Häusern propagiert. Damit appelliert sie an das Umweltbewusstsein und wendet sich zugleich an Personen mit geringem Einkommen.
Tiny Houses werden definiert mit einem umbauten Wohnraum von bis zu 110 m³, zwischen 15 und 45 m² Nutzfläche, einer Ausstattung mit einer Küche/-nzeile, einem Bad- und einem Schlafbereich und sie erfordern einen Anschluss an die öffentliche Ver- und Entsorgung mit Strom, Wasser und Abwasser.
Die Bewegung hat sich auch in Deutschland etabliert.

## Hintergrund und Nutzungsprinzipien

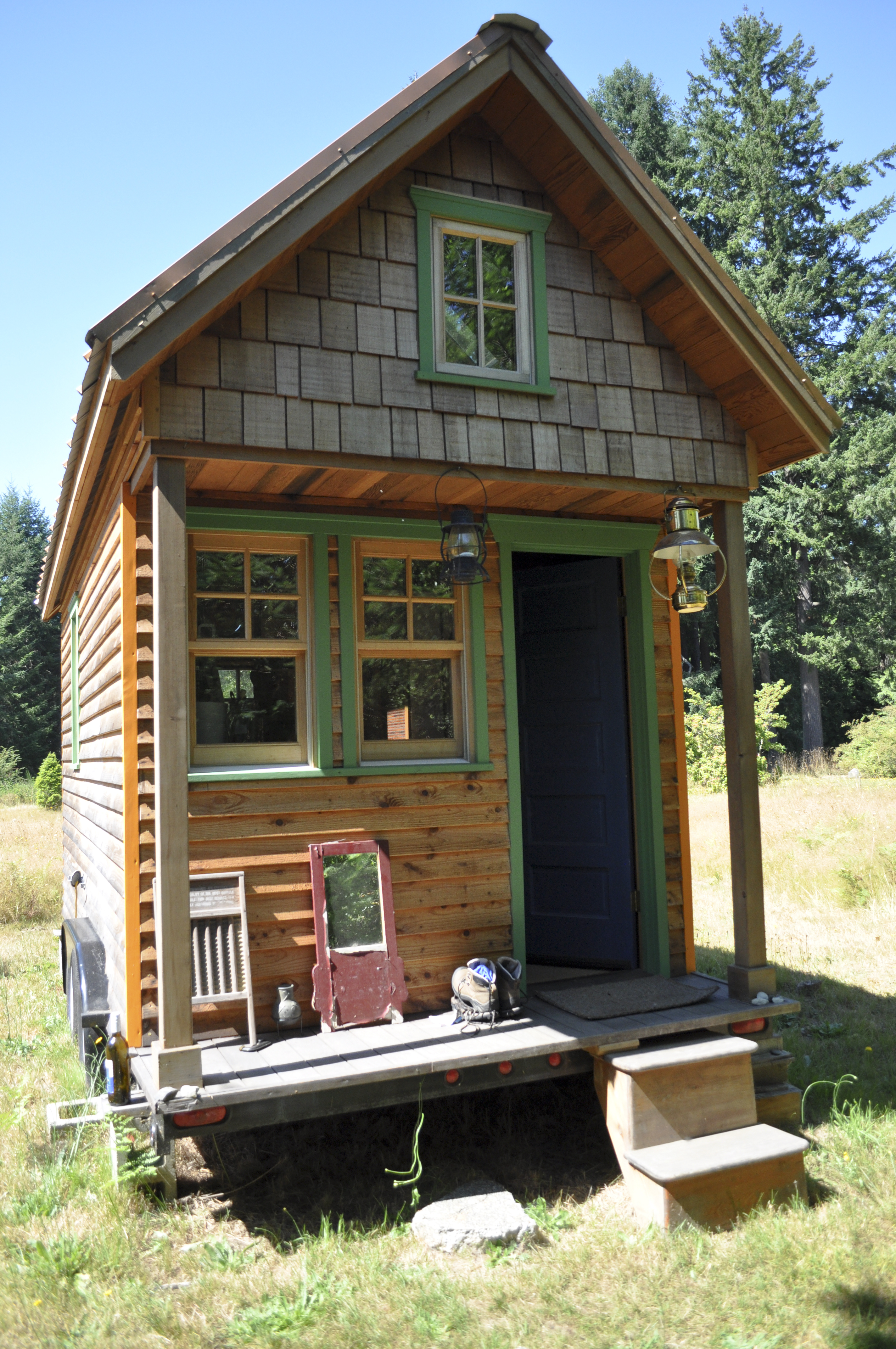
US-amerikanisches Tiny House auf Rädern in Olympia (Washington)

Obwohl demographisch gesehen die Zahl der in einem Haushalt zusammenlebenden Personen in vielen Industrienationen generell sank, nahm in einigen dieser Länder die Größe der neu errichteten Einfamilienhäuser zu. In den USA beispielsweise stieg die durchschnittliche Wohnfläche von Einfamilienhäusern von 165 m² im Jahre 1978 auf 230,3 m² im Jahre 2007. Ein Grund dafür war der gewachsene materielle Wohlstand. Einfamilienhäuser können auch ein Statussymbol sein, also den sozialen Status ihrer Mieter oder Eigentümer zum Ausdruck bringen. Tiny Houses erfuhren im Zuge der Finanzkrise ab 2007 große Aufmerksamkeit, nachdem die beiden größten US-Baufinanzierungsunternehmen Fannie Mae und Freddie Mac in Zahlungsschwierigkeiten geraten waren und unzählige US-amerikanische Familien ihre Hauskredite nicht mehr bedienen konnten. In höchster Not entschlossen sich viele Familien, sich eine Notunterkunft auf einem Anhänger zu fertigen. Während der Ursprung vornehmlich in einer aus der Not heraus entstandenen Kostenreduktion gesehen werden kann, haben sich die Entscheidungsgründe in Ländern wie Deutschland vornehmlich in Richtung eines nachhaltigen, teils minimalistischen Wohnens und Lebens entwickelt. Auch einkommensstärkere Bevölkerungskreise nutzen vermehrt Tiny Houses als Gäste- oder als Wochenendhaus. Einige Unternehmen nutzen Tiny Houses als Geschäfts- oder Messebüros.
Der Beginn der Gegenbewegung zu Bigger is better wird Sarah Susanka zugeschrieben. Susanka (* 1957), eine aus England stammende und in den USA lebende Architektin, veröffentlichte 1997 das Buch The Not So Big House – A Blueprint For the Way We Really Live. Das Small House Movement breitete sich auch in anderen Ländern aus: In Tokio, wo Grundstücke extrem teuer sind, baute der Architekt Takaharu Tezuka das House to Catch the Sky (englisch „Das Haus, das den Himmel einfängt“), ein 42,5 m² kleines Haus für vier Personen; in Barcelona stellten die spanischen Architekten Eva Prats und Ricardo Flores die 28 m² kleine Casa en una Maleta (spanisch „Haus im Koffer“) vor; nach den Verwüstungen von Hurrikan Katrina im August 2005 entwickelte Marianne Cusato, eine amerikanische Designerin, als Alternative zu den Notunterkünften die Katrina Cottages mit 28,6 m² Wohnfläche. Aufsehen erregte auch das an der Architekturschule München entwickelte micro compact home (m-ch), das 2008 im MoMA ausgestellt wurde.
Als Stimme des Tiny House Movement versteht sich die Small House Society, eine 2002 gegründete Vereinigung, die ihre Aufgabe in der Förderung von Erforschung, Entwicklung und Nutzung kleinerer Wohnräume sieht, welche nachhaltiges Wohnen von Einzelpersonen, Familien und Gemeinschaften auf der ganzen Welt begünstigen sollen.

## Tiny Houses in Deutschland

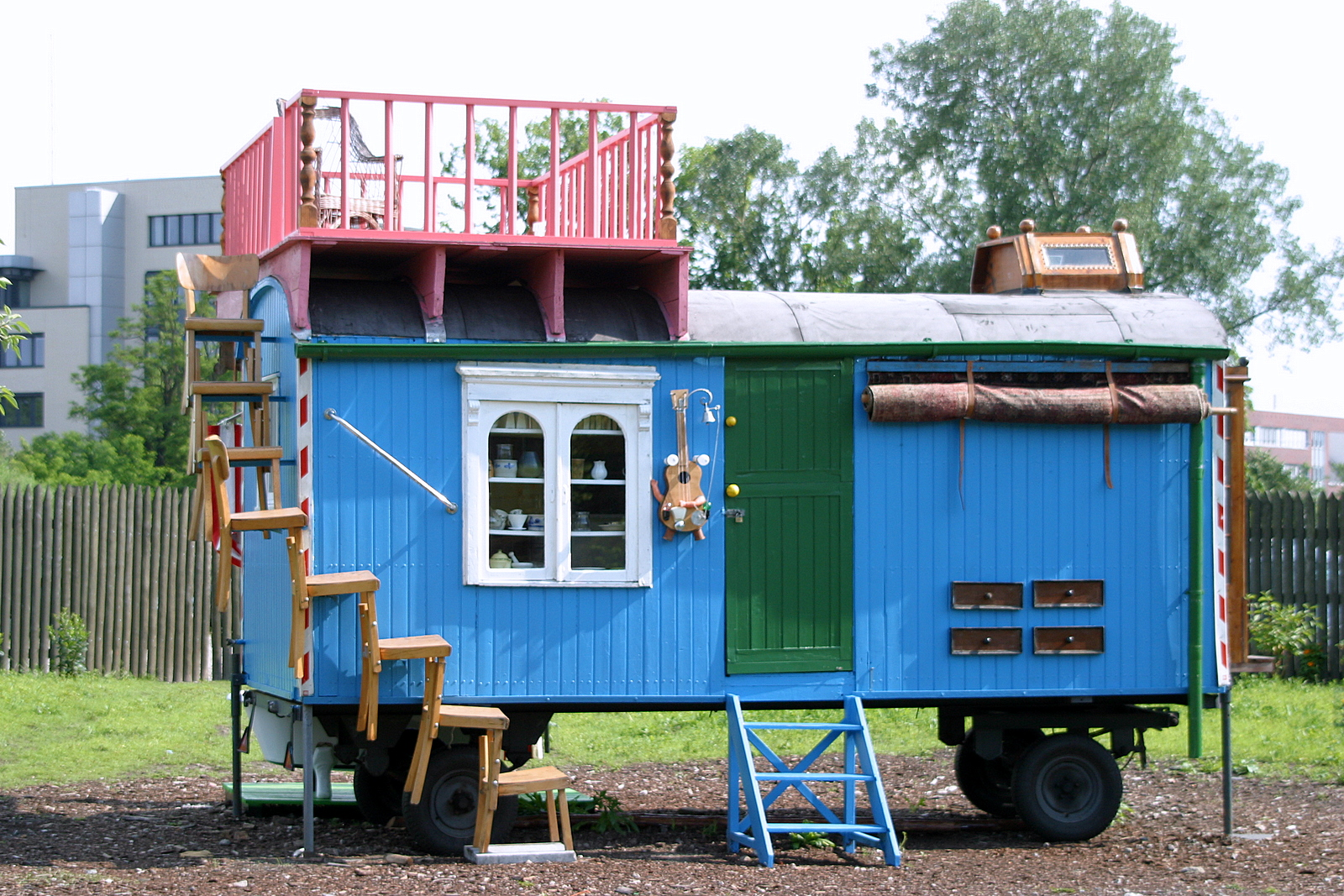
Originaler Bauwagen aus der Sendung Löwenzahn auf dem Gelände des Filmparks Babelsberg

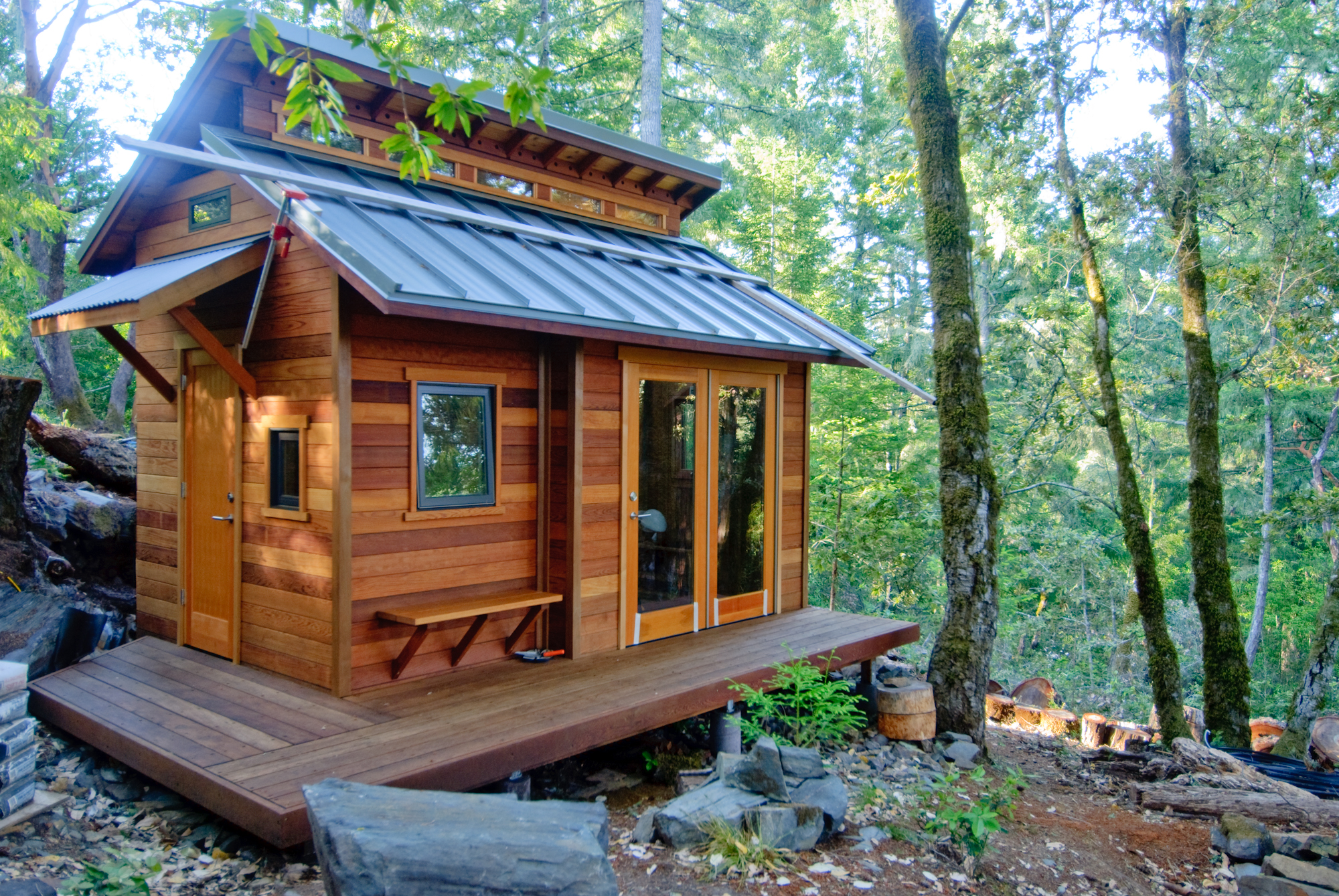
Beispiel für ein nichtmobiles Tiny House

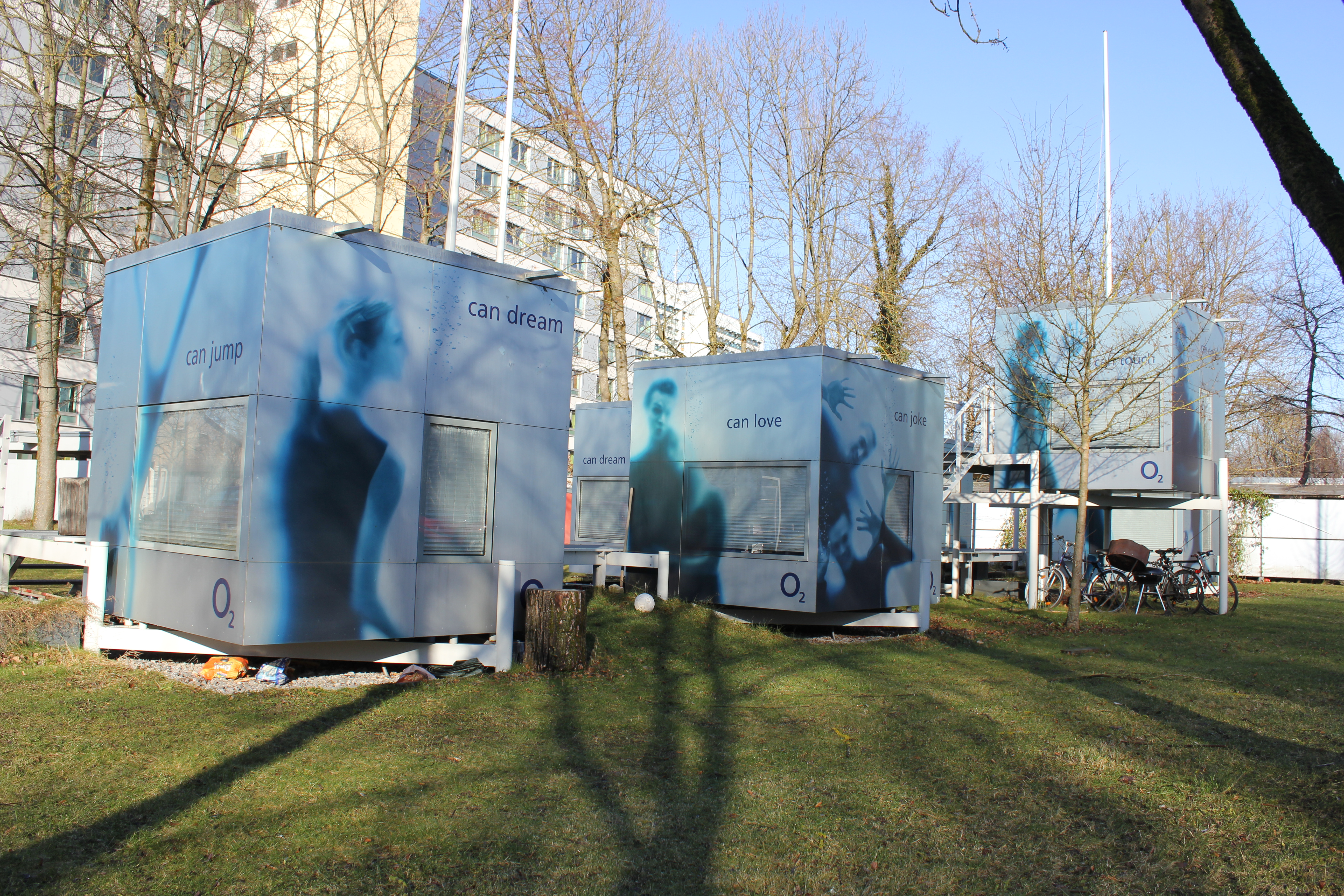
Micro Compact Homes in der Studentenstadt Freimann

Als ein Vorläufer der Tiny Houses in Deutschland wird mitunter der ausgebaute Bauwagen betrachtet, in dem seit den 1980er Jahren die Hauptfiguren Peter Lustig und später Fritz Fuchs in der Kinderfernsehsendung Löwenzahn lebten.
Da US-amerikanische Tiny Houses oft keine Zulassung nach deutschem bzw. europäischem Recht erhalten, bieten einige Hersteller in Deutschland und der Europäischen Union zum Teil sehr individuelle europäische Varianten von Tiny Houses an.
Der Nutzerkreis in Deutschland kann grundsätzlich in folgende Gruppen gegliedert werden:
1. Personen, die ihren Aufwand hinsichtlich der Größe des Wohnraums, der Grundstücksfläche sowie der damit verbundenen Kosten reduzieren möchten;
2. Berufstätige oder Studenten, die temporär an einem anderen Standort Wohnraum benötigen;
3. Haushalte, die ein Tiny House als Ferien- oder Wochenendhaus nutzen;
4. Selbstständige und Gewerbetreibende, die Tiny Houses als Büro, Personalwohnungen oder als Ferienhaus zu gewerblichen Zwecken nutzen.

In starkem Kontrast zu den USA bestehen in Deutschland umfassende rechtliche Voraussetzungen, die bei der Nutzung von Tiny Houses erfüllt sein müssen. Das ist ein Grund, warum manche Tiny-House-Projekte in Deutschland scheitern: Interessenten sind oft überfordert mit der Frage, nach welchen Richtlinien sie bauen dürfen. Als Hinderungsgründe für einen Umzug in ein Mikrohaus werden unter anderem fehlende kleine Baugrundstücke genannt, sowie Tiny Houses, die den baurechtlichen und ökologischen Anforderungen nicht entsprechen.
Mobile Tiny Houses bedürfen in Deutschland grundsätzlich einer straßenverkehrstechnischen Zulassung durch eine zuständige Einrichtung wie TÜV oder DEKRA. Das erfolgt meist als Anhänger mit Sonderaufbau. Auch eine Deklaration als abnehmbare Ladung ist möglich. Ohne straßenverkehrstechnische Abnahme dürfen mobile Tiny Houses auf öffentlichen Straßen nicht oder nur mit erheblich reduzierter Geschwindigkeit bewegt werden, sofern sie nicht auf dafür geeigneten LKWs transportiert werden. Darüber hinaus haftet jeder Hersteller eines Tiny House für die statische Zuverlässigkeit unter Straßenverkehrsbedingungen.
Die baurechtliche Zulassung ist abhängig von der Nutzungsart. Wird ein Tiny House als Wohn-, Ferien- oder Wochenendhaus genutzt, muss eine Baugenehmigung eingeholt werden. Diese kann sowohl für eine dauerhafte als auch für temporäre Nutzung erteilt werden, sofern sich der Standort auf einer von der jeweiligen Kommune dafür geplanten oder genehmigungsfähigen Fläche befindet. Zu den baurechtlichen Anforderungen zählt auch, dass der Bauherr die Versorgung der Wohneinheit mit Strom, Wasser sowie Abwasser und Müllabfuhr sicherstellt und nachweist.
Eine besondere baurechtliche Ausnahme stellt ein Campingplatz dar, auf dem ein Tiny House grundsätzlich ohne explizite Baugenehmigung aufgestellt werden darf. Die weiteren Bedingungen auch hinsichtlich eines dauerhaften Bewohnens oder der Nutzung als Erst- oder Zweitwohnsitz regeln die Campingverordnung des jeweiligen Bundeslandes beziehungsweise, falls eine solche nicht besteht, die Vorgaben der jeweiligen kommunalen Einrichtungen.
Für die Vermietung von Wohnräumen bestehen in Deutschland keine bundesweiten Mindeststandards; vielmehr liegt die Zuständigkeit für Anforderungen an Wohnungen bei den Bundesländern. In Berlin und Bremen zum Beispiel sind 9 m² pro Erwachsenem und 6 m² für jedes Kind bis zu sechs Jahren vorgeschrieben, andernfalls darf der Wohnraum nicht vermietet werden.
Im November 2021 übergibt der Senat von Berlin zusammen mit dem Touristunternehmen visit Berlin die ersten drei Tiny Houses an drei Berliner Bezirke.

## Ökologie und Nachhaltigkeit

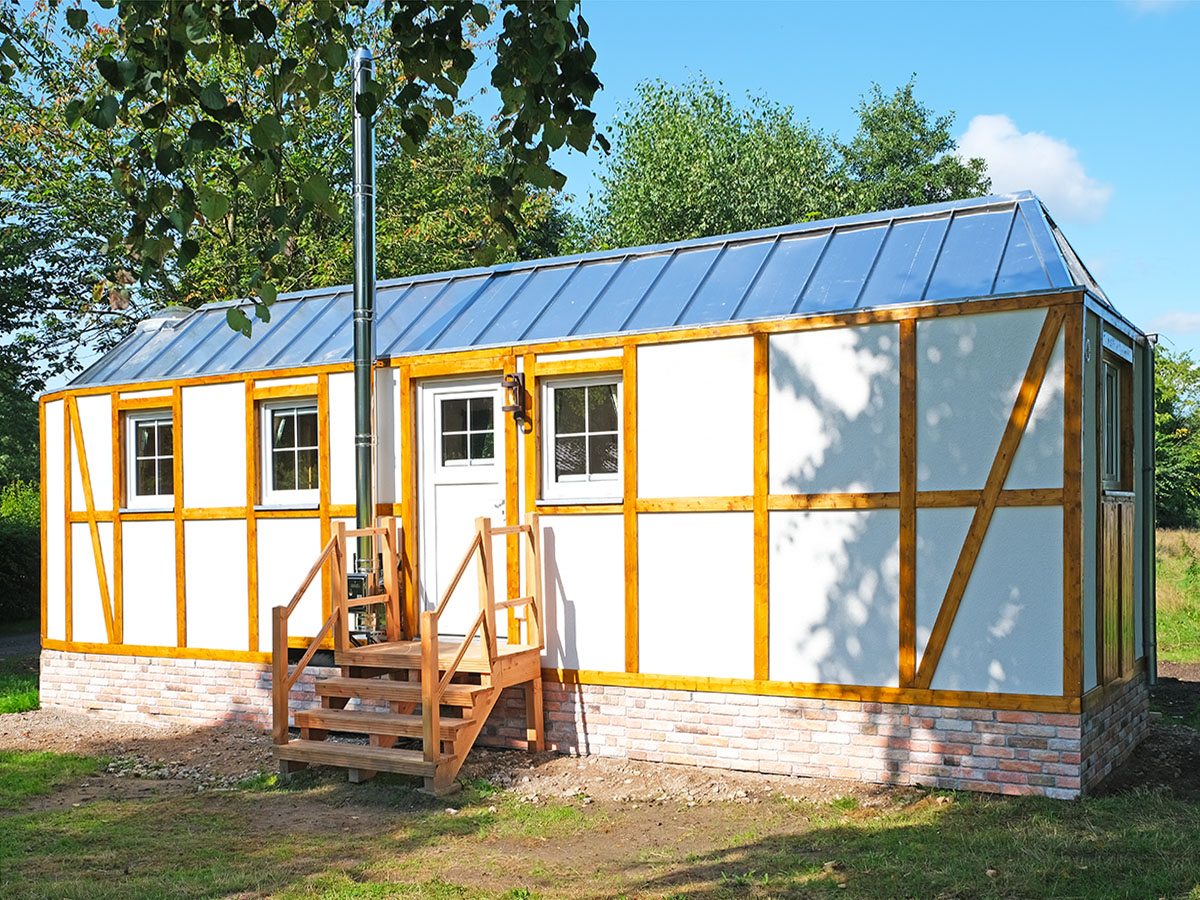
Tiny House

Heizsysteme wie Holzscheitkamine sind meist nicht auf die geringen Raumvolumina von Tiny Houses ausgelegt, dementsprechend überdimensioniert und lassen sich temperaturtechnisch kaum energiebewusst regeln. Wie jede Feuerstelle muss auch ein Holzkamin im Tiny House vor Inbetriebnahme durch den zuständigen Bezirksschornsteinfegermeister abgenommen und danach regelmäßig überprüft werden. Die genauen Bestimmungen und den Einsatz von Filtersystemen regeln die Bauordnungen der jeweiligen Bundesländer. Alternativen im Sinne der Nachhaltigkeit können moderne elektronisch gesteuerte Pelletöfen darstellen.
Regenwasser darf gesammelt und für die Toilettenspülung verwendet werden. Die Klärung von Abwasser durch Haus- bzw. Kleinkläranlagen ist genehmigungspflichtig.
Bei Tiny Houses muss Platz gespart werden. Zugleich muss die Dämmung sehr effektiv sein, da die Hüllfläche im Vergleich zur Grundfläche relativ groß ist. Daher entscheiden sich manche Eigentümer für nicht nachwachsende, aber hochdämmende Materialien wie z. B. Polyisocyanurate (PIR). Beim PIR wird im Gegensatz zu anderen erdölbasierten Dämmstoffen nicht Luft als Treibmittel verwendet, sondern das gesundheitsschädliche Pentan. Mit Photovoltaikanlagen kann im Inselbetrieb eines Tiny Houses ein Minimalbedarf an Strom erzeugt werden; für eine autarke Stromversorgung ist die Dachfläche zu klein. Außerdem müsste dafür ein Batteriespeicher genutzt werden. Dieser ist meist unwirtschaftlich und beansprucht viel Platz.

## Wärme- und Flächenverbrauch
Das deutsche Bundeskabinett hat mit Wirkung zum 1. Januar 2023 beschlossen, dass künftig nur noch Neubauten genehmigt werden, die den Effizienzhaus-Standard EH55 erfüllen können. Somit muss auch für ein Mikro-Wohngebäude die ökologische Nachhaltigkeit mittels eines Wärmeschutznachweises gemäß Gebäudeenergiegesetz nachgewiesen werden.
Gefördert werden durch die KfW allerdings nur Gebäude, die mindestens den KfW-40-Standard erfüllen, was typische Tiny Houses in der Normalausstattung nicht leisten. Durch zusätzliche Maßnahmen kann dieser Standard allerdings erreicht werden.
Bezüglich des Flächenverbrauchs werden Tiny Houses oft für ihren geringen Fußabdruck gegenüber klassischen Einfamilienhäusern gelobt, können aber naturgemäß nicht die Effizienz mehrstöckiger Gebäude mit vielen Wohneinheiten erreichen. 

## Dokumentarfilm
- Der große Sprung ins kleine Haus ARD 2022, 42 min